# Lotte Lehmann
Pour les articles homonymes, voir Lehmann.
Lotte Lehmann, née le 27 février 1888 à Perleberg en royaume de Prusse et morte le 26 août 1976 à Santa Barbara en Californie, est une cantatrice allemande naturalisée américaine.
Célèbre soprano lyrico-dramatique, réputée pour ses interprétations de Schubert, Beethoven, Strauss et Wagner, elle s'établit en 1914 à Vienne, où elle chante à l'opéra pendant vingt‑quatre ans, créant notamment le rôle du compositeur dans Ariane à Naxos de Richard Strauss en 1916. Durant sa longue carrière, on compte presque cinq cents enregistrements d’opéras et de Lieder.

## Biographie et Carrière
Elle étudie le chant à Berlin avec Mathilde Mallinger (la toute première Eva des Maîtres chanteurs de Nuremberg). Elle débute en 1910 à l'opéra de Hambourg, où elle participe à 562 représentations dans 52 rôles différents jusqu'en 1916. Après avoir interprété des petits rôles, en 1913 elle triomphe dans le rôle d'Elsa de Lohengrin. Suivent des rôles plus importants, comme Irène de Rienzi, Antonia des Contes d’Hoffmann, Dorabella de Cosi fan tutte, et Gutrune du Crépuscule des Dieux:20. En 1913, le metteur en scène de L'Opéra de la cour impériale de Vienne, Hans Gregor, se rend à Hambourg dans l’intention d’écouter un ténor, mais, impressionné par son interprétation de Micäela (de Carmen), repart en offrant un contrat à Lehmann:39. À partir de 1914, elle chante à l'Opéra de Vienne (où elle débute dans le rôle d'Agathe, dans Der Freischütz), dont elle adopte la culture jusqu'à représenter l'archétype de la soprano viennoise. Elle s’impose rapidement comme une de ses stars les plus brillantes, comme en témoignent les rôles Elisabeth de Tannhäuser, et Sieglinde de La Walkyrie. En 1916, Richard Strauss lui donne sa grande chance, qu'elle sait saisir, dans le rôle du compositeur lors de la création de la seconde version d’Ariane à Naxos. Par la suite, elle participe également à la création d'autres opéras de Strauss : en 1919 à Vienne La Femme sans ombre, en 1924 Intermezzo à Dresde, sous la direction de Fritz Busch, et en 1933 à Vienne le rôle-titre d'Arabella.
Fréquentant moins le répertoire italien, elle incarne cependant une mémorable Desdémone dans l'Otello de Verdi (qu'elle chanta avec Giovanni Zenatello) et la meilleure Suor Angelica qu'il fut donné à Puccini d'entendre. Elle chanta aussi Mimi (La Bohème), et les rôles-titres de Manon Lescaut et Turandot (dont elle fut la créatrice à Vienne en 1926).
Elle se spécialise dans Mozart, Strauss, Wagner, Beethoven. Elle est la grande Maréchale de son époque et une grande Leonore. Elle chante aussi les lieder de Schubert et Schumann, accompagnée notamment au piano par Bruno Walter.
À partir de 1922, elle entreprend des tournées mondiales qui vont la conduire dans les deux Amériques. Aux États-Unis, elle chante pour la première fois en 1930, à l'Opéra de Chicago dans le rôle de Sieglinde (La Walkyrie). En 1934, elle débute au Metropolitan Opera de New York dans le même rôle, aux côtés de Lauritz Melchior. Ensemble, ils forment alors le duo Siegmund-Sieglinde, qui reste dans l'histoire du chant comme le plus exceptionnel, et dont témoigne l'enregistrement du premier acte de La Walkyrie en 1935, sous la direction de Bruno Walter. Ils collaboreront sur les planches américaines jusqu'en 1945. Elle est régulièrement invitée à Covent Garden (inaugurant les Saisons de Bruno Walter en 1924, avec qui elle chante pour la première fois la Maréchale dans Le Chevalier à la rose), au Festival de Salzbourg (1926-1937), à l'Opéra de Paris, de Stockholm, Berlin, Dresde.
L'accession au pouvoir des nazis dans sa patrie la conduit à faire des choix : elle préfère quitter sa « patrie artistique » et suivre en exil ses camarades inquiétés racialement, plutôt que de se faire le porte-étendard artistique d'une pensée politique qu'elle rejette. En 1937, l'année précédant l'Anschluss, elle rompt définitivement avec l'Opéra de Vienne et part pour New York où se retrouvent les artistes qui ont fui l'Europe : Lauritz Melchior, Friedrich Schorr, Alexander Kipnis, Emanuel List, Bruno Walter, Erich Leinsdorf.
Parallèlement à l’opéra, Lehmann est renommée pour son interprétation de Lieder, et donnera de nombreux récitals tout au long de sa carrière. Elle enregistre et se produit en tournée avec le pianiste Ernö Balogh dans les années 1930. Après sa première tournée en Australie en 1937, elle collabore étroitement avec Paul Ulanowsky, qui restera son pianiste de prédilection jusqu’à sa retraite, quatorze ans plus tard.
Elle quitte la scène de l'opéra en 1946 et donne encore des récitals jusqu'en 1951, avant de s'installer en Californie, à Santa Barbara, pour enseigner, notamment à la Music Academy of the West, qu'elle a contribué à fonder. Elle se voue également à l'écriture et la peinture. Elle donne des masterclasses à la Mairie de New York (pour la Manhattan School of Music), Chicago, Londres, Vienne et dans d’autres villes. Parmi ses élèves les plus connus figurent Jeannine Altmeyer, Judith Beckmann, Grace Bumbry, William Cochran, Marilyn Horne, Mildred Miller, Norman Mittelman, Carol Neblett, William Olvis et Benita Valente. Pour honorer son apport discographique considérable, le Hollywood Walk of Fame lui dédie une étoile au 1735 Vine St. Curieusement et malheureusement, son prénom est épelé “Lottie”.
Elle apparait aussi sur le grand écran, jouant la mère de Danny Thomas dans Big City (1948), un film produit par la MGM dans lequel elle partage l’affiche avec Robert Preston, George Murphy, Margaret O’Brien et Betty Garrett.
Interprète privilégiée de Richard Strauss, elle avait « une des plus belles voix du XXe siècle, autant par la musicalité exceptionnelle de ses apparitions, où l'on ne releva jamais une faute de goût, que par le naturel suave de son chant. » Selon André Tubeuf, « la spontanéité et le jusqu'au boutisme, dramatique autant que vocal, de ses incarnations de théâtre imposaient une présence [...] Voix visible, émotionnelle. Mais hauteur et noblesse, et même héroïsme, dans ce chant tendu jusqu'au raptus, l'immolation. [...] Une diction souveraine, une profondeur peut-être unique de l'émission, une richesse de couleurs et une chaleur très certainement sans égale». Même si elle ne chanta jamais au Festival de Bayreuth, la générosité et la beauté de sa voix apportèrent à ses interprétations wagnériennes (Sieglinde, Elsa, Eva, Elisabeth, Freia) une humanité, une féminité et une chaleur, une sensualité particulières.
Auteure prolifique, elle publie un volume de poèmes Verse in Prosa (1923), un roman intitulé Orplid, mein Land (1937), titré en anglais Eternal Flight, et un recueil de mémoires, Anfang und Aufstieg (1937), titré On Wings of Song au Royaume-Uni (1938) et Midway in My Song en Amérique. Elle publie aussi More than Singing (1945) sur l’interprétation du Lied, et My Many Lives (1948) sur l’interprétation des rôles d’opéra. Suivent Five Operas and Richard Strauss, plus connu sous le titre Singing with Richard Strauss au Royaume-Uni, un second volume de poèmes en 1969 et Eighteen Song Cycles en 1971, qui se compose principalement d’anciens écrits.
Lehmann était une artiste peintre active, surtout après sa retraite. Son catalogue comprend une série de vingt-quatre illustrations « a tempera » pour chaque Lied du Voyage d’Hiver de Schubert.

## Vie personnelle
En 1926, Lehmann épouse Otto Krause, officier retraité de l’armée autrichienne. Ils n’ont pas d’enfants. Krause, qui meurt de la tuberculose en 1939, a quatre enfants d’un mariage antérieur. Lehmann ne se remariera pas,.
Après la mort de Krause et jusqu’à la sienne en 1976, Lehmann partage son domicile avec Frances Holden (1899-1996), une psychologue spécialisée dans l’étude du génie, surtout celui des artistes de musique classique. Les deux femmes nomment leur maison de Santa Barbara « Orplid », d’après l’île de rêve décrite dans le Lied de Hugo Wolf « Gesang Weylas ».

## Discographie
Parmi ses enregistrements, il convient de signaler en particulier son interprétation de Sieglinde dans le célèbre 1er acte de La Walkyrie par l'Orchestre philharmonique de Vienne dirigé par Bruno Walter avec Lauritz Melchior et Emanuel List, enregistrement réalisé entre le 20 et 22 juin 1935. On retient également un enregistrement pirate de Lohengrin au Met de New York, en 1935, avec Lauritz Melchior, Marjorie Lawrence, Friedrich Schorr et Emmanuel List, sous la direction d'Artur Bodanzky.
- Great Recordings of the Century: EMI: CDH 7610422: Lotte Lehmann: Operatic Arias
- Great Opera Recordings: NAXOS: 8.110250-51: Die Walküre: Acts I & II
- Immortal Performances: NAXOS: 8.110034-36: Der Rosenkavalier (live 1939)
- Great Opera Recordings: NAXOS: 8.110191-92: Der Rosenkavalier (1933)
- Great Singers: NAXOS: 8.11244: Lotte Lehmann: Lieder Recordings, Vol. 3
- Masterworks Portrait: Sony Music: MPK 47682: Lotte Lehmann: Songs from Vienna
- Masterworks Portrait: CBS: MPK 44840: Lotte Lehmann/Bruno Walter: Schumann: Frauenliebe und -Leben, Dichterliebe

## Héritage

### Hommages
La fondation Lotte Lehmann est créée en 1995 afin de préserver et perpétuer sa légende, ainsi que promouvoir le Lied. Abandonnée en 2011, La Ligue Lotte Lehmann a développé un site internet dédié à l’artiste.
À Santa Barbara, Californie, deux salles de concert sont nommées d'après elle : la première à la Music Academy of the West, l'école qu'elle a contribué à fonder ; la seconde sur le campus de l'Université de Californie à Santa Barbara, où elle donna nombre de masterclasses.
Dans sa ville natale de Perleberg, une Académie Lotte Lehmann est créée en 2009. Il s’agit d’un stage d’été pour jeunes chanteurs d’opéra désirant se spécialiser dans le répertoire germanique. Les enseignants Karan Armstrong et Thomas Moser sont deux anciens élèves de Lehmann.

### Archives
Si la majorité des enregistrements privés de Lotte Lehmann sont conservés aux Archives sonores Miller Nichols de la Bibliothèque Marr, à l'Université de Missouri-Kansas City, d'autres se trouvent également ailleurs. Ainsi, un fonds Lotte Lehmann, qui rassemble certains de ses enregistrements, essais et photos, est conservé à la bibliothèque de l'Université de California à Santa Barbara, tandis que la Collection Gary Hickling, qui contient également certains de ses manuscrits, enregistrements et photos, est conservée à l'Archive sonore de Stanford, à l'Université de Stanford en Californie.
Une partie des archives de Lotte Lehmann se trouvent par ailleurs en Autriche, à Vienne. Son amie Hertha Schuch a en effet fait don au Théâtre Musée autrichien de sa grande collection d’enregistrements, correspondance, photos, etc.

## Distinctions
En 1926, Lotte Lehman reçoit le titre de Kammersängerin, faisant d'elle la première chanteuse à recevoir cet honneur depuis la fin de la monarchie autrichienne. Trois ans plus tard, le roi de Suède lui remet la médaille d’or Leteris et Artibus après son interprétation de Fidelio en février 1929. En 1931, elle est décorée de la Légion d'honneur.
Membre honoraire de l'Opéra d'État de Vienne, elle reçoit l'anneau d'honneur de la ville en 1962. Deux ans plus tard, le 8 février 1964, elle reçoit en Allemagne de l'Ouest la Grande Croix fédérale du Mérite. En 1969, la ville de Salzbourg lui offre la Grande Médaille d'argent.

## Portraits

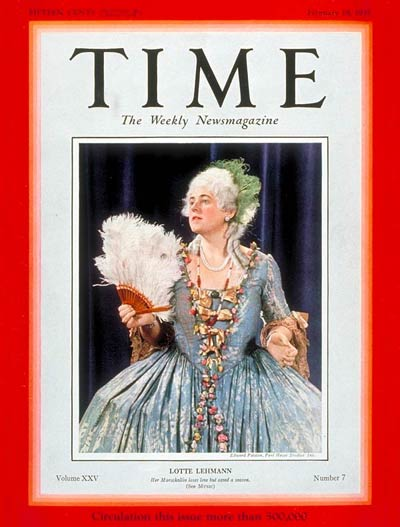
En couverture de Time en 1935
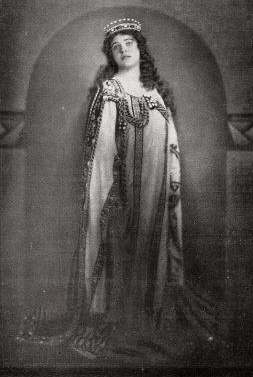
Dans Tannhäuser de Wagner
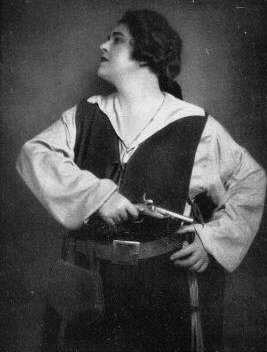
Dans Fidelio de Beethoven